# Einvernehmliche private Schuldenbereinigung
Die einvernehmliche private Schuldenbereinigung ist ein Sanierungsinstrument im schweizerischen Recht für nicht konkursfähige Schuldner.
Geregelt ist die einvernehmliche private Schuldenbereinigung in Art. 333 ff. SchKG.
Das Nachlassgericht verfügt eine Stundung und ernennt einen Sachwalter.
Am Ende des Verfahrens sollte zwischen den Gläubigern und dem Schuldner ein privatrechtlicher (Teil-)Erlassvertrag stehen.